# Gary Rydstrom
Gary Roger Rydstrom (Chicago, Illinois, 29 de junio de 1959) es un diseñador de sonido y director estadounidense. Ha ganado siete premios Óscar por su trabajo en el sonido para películas.

## Carrera
Rydstrom se graduó en la Escuela de Artes Cinemáticas (School of Cinematic Arts) de la Universidad del Sur de California en 1981. Él comenzó su carrera en Skywalker Sound, el norte de California en 1983. Ofreció el trabajo de un profesor de universidad, Gary recibió la oportunidad de trabajar con su mentor en Star Wars como diseñador de sonido con Ben Burtt.
Después de ganar una valiosa experiencia como técnico de sonido en Indiana Jones and the Temple of Doom, se fue a hacer diseño de sonido para los Spaceballs. El diseño de sonido para Backdraft, preparado a partir de cero, se convirtió en el precursor de su sonido para Terminator 2: el juicio final. Trabajó en el diseño de sonido en El Señor de los Anillos y en la trilogía cinematográfica de Shrek
.
Gary Rydstrom trabajó en Terminator 2: El juicio final y es sin duda su logro de coronación en su carrera donde fue pionero en las técnicas originales, y todavía se utilizan hoy en día para crear efectos de sonido realistas. Incluso hoy en día Terminator 2 es considerado el referente de diseño de alta gama de movimiento y sonido de la imagen Gary ganó un Premio de la Academia por su logro innovador. Rydstrom también trabajó con James Cameron en una nueva mezcla de sonido envolvente 5.1 para el original Terminator.
Recientemente ha hecho su debut como director con el corto de animación Pixar, Lifted, por la que recibió su nominación al Oscar número decimocuarto. Su largometraje debutó para Pixar, Newt, pero por razones no oficiales, fue sacado de producción y desarrollo, siendo cancelada oficialmente.
Poco después, dirigió el cortometraje de Pixar para la colección de Toy Story Toons, Vacaciones en Hawái.
Rydstrom también se destaca como director de doblaje en inglés para las películas que salen del estudio Ghibli, en Japón. Entre ellas, La colina de las amapolas, Karigurashi no Arriety.

## Premios y distinciones
Premios Óscar
| Año  | Categoría                  | Película                                    | Resultado |
| ---- | -------------------------- | ------------------------------------------- | --------- |
| 1992 | Mejor sonido               | Terminator 2: el juicio final               | Ganador   |
| 1992 | Mejor edición de sonido    | Terminator 2: el juicio final               | Ganador   |
| 1992 | Mejor sonido               | Llamaradas                                  | Nominado  |
| 1992 | Mejor edición de sonido    | Llamaradas                                  | Nominado  |
| 1994 | Mejor edición de sonido    | Parque Jurásico                             | Ganador   |
| 1994 | Mejor edición de sonido    | Parque Jurásico                             | Ganador   |
| 1998 | Mejor sonido               | Titanic                                     | Ganador   |
| 1999 | Mejor edición de sonido    | Salvar al soldado Ryan                      | Ganador   |
| 1999 | Mejor sonido               | Salvar al soldado Ryan                      | Ganador   |
| 2000 | Mejor sonido               | Star Wars: Episodio I - La amenaza fantasma | Nominado  |
| 2002 | Mejor sonido               | Monsters, Inc.                              | Nominado  |
| 2003 | Mejor edición de sonido    | Minority Report                             | Nominado  |
| 2004 | Mejor edición de sonido    | Buscando a Nemo                             | Nominado  |
| 2007 | Mejor cortometraje animado | Lifted                                      | Nominado  |
| 2012 | Mejor edición de sonido    | War Horse                                   | Nominado  |
| 2012 | Mejor sonido               | War Horse                                   | Nominado  |
| 2013 | Mejor edición de sonido    | Lincoln                                     | Nominado  |
| 2016 | Mejor sonido               | Bridge of Spies                             | Nominado  |

Motion Picture Sound Editors - Golden Reel Award
- 2005: - Career Achievement Award
- 2004: Buscando a Nemo (Best Sound Editing in Feature Film - Animated - Sound) - Nominado
- 2003: Minority Report (Best Sound Editing in Domestic Features - Dialogue & ADR) - Nominado
- 2003: Minority Report (Best Sound Editing in Domestic Features - Sound Effects & Foley) - Nominado
- 2002: Atlantis: el imperio perdido (Best Sound Editing - Animated Feature Film, Domestic and Foreign) - Ganado
- 2002: Monsters, Inc. (Best Sound Editing - Animated Feature Film, Domestic and Foreign) - Nominado
- 2002: A.I. Inteligencia artificial (Best Sound Editing - Dialogue & ADR, Domestic Feature Film) - Nominado
- 2002: A.I. Inteligencia artificial (Best Sound Editing - Effects & Foley, Domestic Feature Film) - Nominado
- 2001: Into the Arms of Strangers: Stories of the Kindertransport (Best Sound Editing - Dialogue & ADR, Domestic Feature Film) - Nominado
- 1999: A Bug's Life (Best Sound Editing - Animated Feature) - Ganado
- 1999: Saving Private Ryan (Best Sound Editing - Dialogue & ADR) - Ganado
- 1999: Saving Private Ryan (Best Sound Editing - Sound Effects & Foley) - Ganado
- 1998: Hércules (Best Sound Editing - Animated Feature) - Ganado

Cinema Audio Society - C.A.S Award
- 2004:  - Career Achievement Award
- 2000: Star Wars: Episode I - The Phantom Menace (Outstanding Achievement in Sound Mixing for a Feature Film) - Nominado
- 1999: Saving Private Ryan (Outstanding Achievement in Sound Mixing for a Feature Film) - Ganado
- 1998: Titanic (Outstanding Achievement in Sound Mixing for a Feature Film) - Ganado
- 1994: Parque Jurásico (Outstanding Achievement in Sound Mixing for a Feature Film) - Nominado

BAFTA Award
- 2000: Star Wars: Episode I - The Phantom Menace (Best Sound) - Nominado
- 1999: Saving Private Ryan (Best Sound) - Ganado
- 1998: Titanic (Best Sound) - Nominado
- 1994: Parque Jurásico (Best Sound) - Nominado
- 1992: Terminator 2: Judgment Day (Best Sound) - Ganado

## Filmografía

### Pixar
- Toy Story (1995) Diseño de Sonido
- A Bug's Life (1998) Diseño de Sonido
- Toy Story 2 (1999) Diseño de Sonido
- Monsters, Inc. (2001) Diseño de Sonido
- Buscando a Nemo (2003) Diseño de Sonido
- Lifted (2006) Director, escritor
- Cuentos de Terramar (2010) Director (Versión en inglés)
- Vacaciones en Hawai (2011) Director, guionista
- Karigurashi no Arriety (2012) Director (Versión en inglés)
- Brave (2012) Diseño de sonido
- La colina de las amapolas (2013) Director (Versión en inglés)
- Strange Magic (2015) Director

### Canceladas
- Newt (2012)  Director, escritor